# Théorème de Jacobi
Ne doit pas être confondu avec Théorème de Jacobi (géométrie).
En théorie des nombres, le théorème de Jacobi, dû à Charles Gustave Jacob Jacobi, précise, pour tout entier n > 0, le nombre r4(n) de façons de décomposer n sous forme d'une somme de quatre carrés (plus précisément : le nombre de quadruplets (a, b, c, d) d'entiers relatifs tels que {\displaystyle n=a^{2}+b^{2}+c^{2}+d^{2}}) :
Le théorème des quatre carrés de Lagrange s'en déduit.